# کوتارو ناکاگاوا
کوتارو ناکاگاوا (انگلیسی: Kōtarō Nakagawa؛ زادهٔ ۷ فوریهٔ ۱۹۶۹) آهنگساز، تنظیم اهل ژاپن است.